# Akademik Lomonosov (schip, 2019)
Akademik Lomonosov (Russisch: Академик Ломоносов) is de eerste Russische drijvende kerncentrale. Het is vernoemd naar de Russische wetenschapper Michail Lomonosov.

## Geschiedenis
De kiel van Akademik Lomonosov werd gelegd op 15 april 2007 op de Sevmasj scheepswerf, onderdeel van de United Shipbuilding Corporation, in Severodvinsk aan de Witte Zee. Deze werf heeft een lange ervaring met de bouw van kernonderzeeërs. Het schip zou destijds een investering vergen van 6 miljard Russische roebel (circa US$ 232 miljoen).
Aanvankelijk was het plan dat de Akademik Lomonosov de stad Severodvinsk en de scheepswerf Sevmasj van stroom zou voorzien. In augustus 2008 werd de bouw overgedragen aan de Baltische Scheepswerf in Sint-Petersburg.
De eerste kernreactor werd in mei 2009 opgeleverd en de tweede volgde in augustus van dat jaar. De tewaterlating gebeurde op 30 juni 2010 en in 2013 werd de oplevering verwacht.
De afbouw heeft echter veel langer geduurd. Op 28 april 2018 verliet het Sint-Petersburg op sleeptouw naar Moermansk waar het op 17 mei 2018 arriveerde na een 4000 kilometer lange reis. Hier werd de eerst kernbrandstof geladen. Op 23 augustus 2019 begon de reis naar Pevek, in de regio Tsjoekotka in het Russische Verre Oosten, waar het op 9 september 2019 aankwam. Het is op 19 december 2019 aan het net aangesloten en nu kunnen de vier reactoren van de nabijgelegen kerncentrale Bilibino worden gesloten. 

## Beschrijving
De Akademik Lomonosov is 144 meter lang en 30 meter breed. De waterverplaatsing is zo’n 21.000 ton en het telt een bemanning van 69 personen.
Voor de opwekking van elektriciteit heeft het twee gemodificeerde KLT-40-reactoren, elk met een vermogen van 35 megawatt (MW), aan boord. De KLT reactoren worden al langere tijd gebruikt voor Russische atoomijsbrekers. Het opgesteld vermogen komt daarmee op 70 MW elektriciteit of 300 MW aan warmte. Dit is voldoende om een stad met 200.000 inwoners van energie te voorzien. Om de drie à vier jaar moet de kernbrandstof worden vervangen, mede afhankelijk van het gebruik. De totale levensduur van de centrale is geschat op minstens 40 jaar. De reactoren zijn ontworpen door OKBM Afrikantov en geassembleerd door het Research and Development Institute Atomenergoprojekt te Nizjnij Novgorod.

## Kritiek
Rusland heeft veel kritiek gekregen op het plan van milieugroepen zoals Greenpeace en de Bellona Foundation. Greenpeace wees op de schade die het kan toebrengen aan de "kwetsbare omgeving die al onder enorme druk staat door de klimaatverandering", en noemde het een “nucleaire Titanic”.
Als reactie hierop bevestigde RosAtom dat er voorzorgsmaatregelen zijn genomen om een nucleaire ramp te voorkomen en dat de drijvende installatie voldoet aan alle eisen van de Internationaal Atoomenergieagentschap.